# Thyca
Thyca ist der Name einer Gattung von marinen Schnecken aus der Familie Eulimidae, deren 10 Arten als Ektoparasiten außen an Seesternen leben.

## Merkmale
Die Schmarotzerschnecken der Gattung Thyca haben ein kappen- oder schüsselförmiges Schneckenhaus mit einer großen Gehäusemündung und ohne Operculum zum Verschließen der Mündung des Gehäuses. Damit weicht die Gehäuseform von der anderer Eulimidae wie etwa in der Gattung Eulima stark ab. Das nadelförmige Embryonalgewinde (Protoconch) gleicht jedoch dem anderer Eulimidae. Die Schnecken haben eine voll entwickelte Mantelhöhle mit einer Kieme zum Atmen. Die Fühler sind zu einer Falte verschmolzen, auf der die beiden Augen sitzen. Die Schnauze dieser Lebewesen ist stark vergrößert und dient dazu, sich am Wirtstier festzusaugen. Wegen dieser Funktion wird sie auch als Scheinfuß (Pseudopus) bezeichnet, während der eigentliche Fuß nur als rudimentärer Zipfel neben der Schnauze ausgebildet ist. In der Mitte des Scheinfußes befindet sich eine Öffnung, durch welche der lange Rüssel (Proboscis) nach außen gefahren wird, um die Haut des Wirtes zu durchstoßen und zwischen den Kalkplatten hindurch bis in die nährstoffreichen Hämalkanäle (Blutgefäße) des Seesterns vorzudringen.
Die Geschlechter der Schmarotzerschnecken unterscheiden sich in ihrer Erscheinung stark (ausgeprägter Sexualdimorphismus): Die Zwergmännchen haben nur etwa die 0,1- bis 0,6-fache Größe der Weibchen, wobei das Männchen im Gehäuse des Weibchens lebt und bei Bedarf das Weibchen begattet. Die befruchteten Eier entwickeln sich zu frei schwimmenden Veliger-Larven, die sich später an anderen Seesternen niederlassen und zu parasitischen Schnecken metamorphosieren.
Die Thyca-Schnecken saugen sich mit einer solchen Kraft am Seestern fest, dass sie nicht mehr ohne Verletzungen des Wirts abzulösen sind. Die meisten Arten leben als erwachsene Tiere an der Unterseite des Wirtes. Ihr Gehäuse wird durch seine flache Form bei der Fortbewegung des Seesterns kaum beschädigt; lediglich der nadelförmige Protoconch erodiert.

## Systematik
Die Gattung Thyca wurde 1854 von Henry und Arthur Adams in ihrem Werk The genera of recent mollusca als Untergattung Thyca unter Nennung der beiden Arten Thyca astericola (Adams und Reeve) und Thyca crystallina (Gould) erstbeschrieben und in die Familie Capulidae gestellt. Anders Warén stellte sie 1983 in seiner Revision der Familie Eulimidae auf Grund ihres für diese charakteristischen Protoconchs und ihrer Lebensweise als Parasiten an Stachelhäutern zu den Eulimidae.

### Arten
Zur Gattung Thyca gehören folgende Schneckenarten:
Untergattung Thyca (Bessomia) (Berry, 1959)
- Thyca callista (Berry, 1959) (an Phataria unifascialis (Gray, 1840) und Pharia pyramida (Gray, 1840), Ostpazifik: Golf von Kalifornien, Mexiko, Panama)
- Thyca crystallina (Gould, 1846) (an Linckia laevigata, seltener auch an Linckia multifora, Indopazifik)
- Thyca ectoconcha (P. Sarasin & F. Sarasin, 1887) (an Linckia multifora, Indopazifik)
- Thyca hawaiiensis (Warén, 1980) (Indopazifik, vom Beschreiber nicht bestimmte Seesternart)

Untergattung Thyca (Kiramodulus) (Kuroda, 1949)
- Thyca lactea (Kuroda, 1949) (an Pseudarchaster sp. und anderen, Tiefsee des Pazifik)
- Thyca nardoafrianti (Habe, 1976) (an Nardoa frianti Koehler, 1910, Pazifik: Japan, Philippinen)

Untergattung Thyca (Thyca) (H. Adams & A. Adams, 1854)
- Thyca astericola (A. Adams & Reeve, 1850) (an Protoreaster nodosus (Linnaeus, 1758), Pentaceraster sibogae Döderlein, 1916, Pentaceraster tuberculatus (Müller & Troschel, 1842), Iconaster longimanus (Möbius, 1859), Westpazifik, Erstfund Sulusee nördlich von Borneo)
- Thyca stellasteris (Koehler & Vaney, 1912) (an Stellaster childreni (Gray, 1840), Nardoa tuberculata (Gray, 1840), Nardoa frianti (Koehler, 1910), wahrscheinlich auch an Echinaster luzonicus,[2] Pazifik, Indonesien)

Ohne Zuordnung der Untergattung
- Thyca sagamiensis (Kuroda & Habe, 1971) (Japan, Korea, vom Beschreiber nicht bestimmte Seesternart)

Die als Thyca pellucida (Kükenthal, 1897) beschriebenen Schneckchen sind Zwergmännchen von Thyca crystallina (Gould, 1846) und somit ein Synonym.